# Nogent-l'Abbesse
Pour les articles homonymes, voir Nogent et Abbesse (homonymie).
Nogent-l'Abbesse est une commune française, située dans le département de la Marne en région Grand Est.

## Géographie

### Communes limitrophes
| Cernay-lès-Reims         | Berru            |              |
| Cernay-lès-Reims - Reims | Nogent-l'Abbesse | Beine-Nauroy |
| Puisieulx                | Prunay           |              |

### Hydrographie
La commune est dans la région hydrographique « la Seine du confluent de l'Oise (inclus) à l'embouchure » au sein du bassin Seine-Normandie. Elle n'est drainée par aucun cours d'eau,.

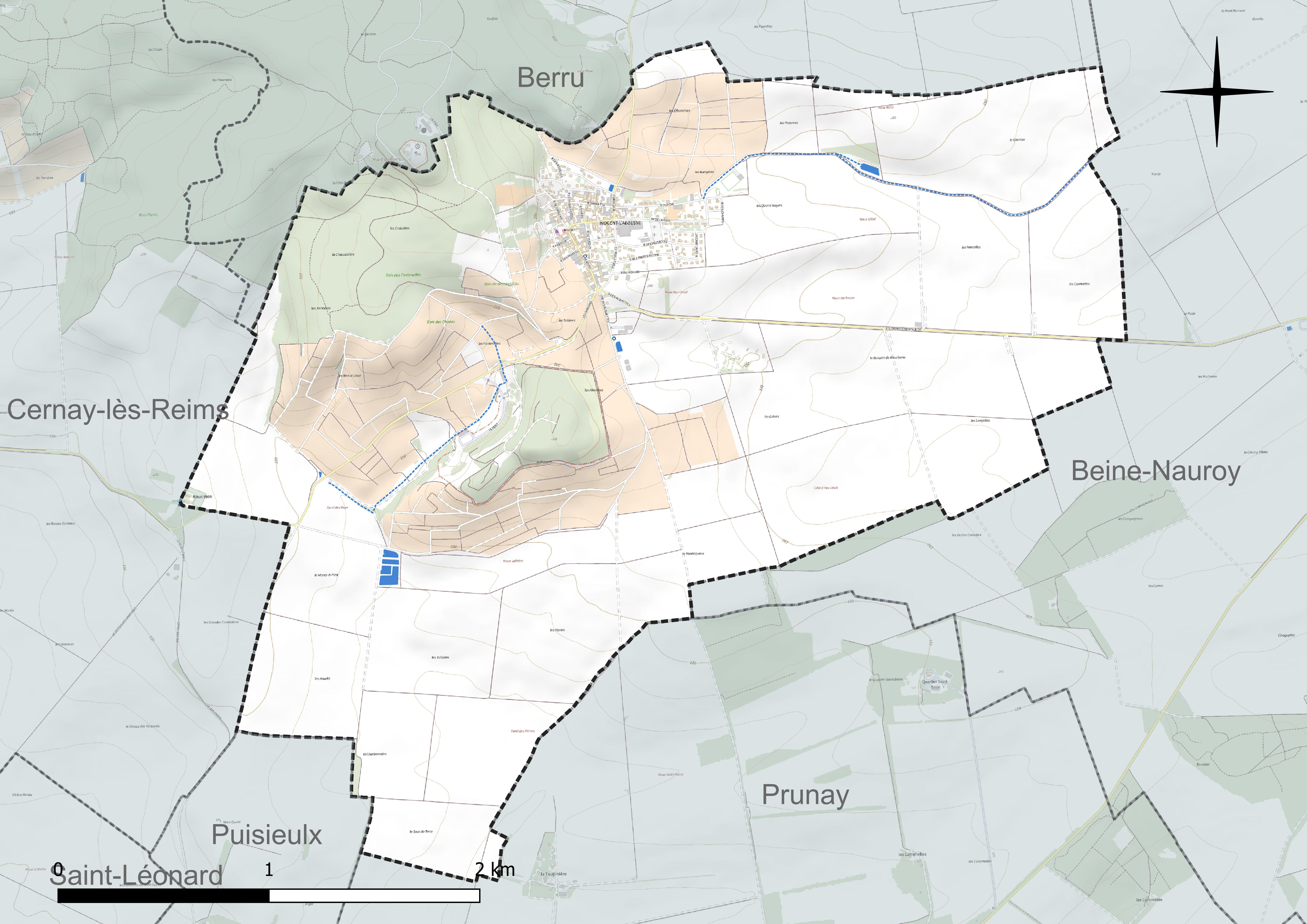
Réseau hydrographique de Nogent-l'Abbesse.

### Climat
Pour des articles plus généraux, voir Climat du Grand Est et Climat de la Marne.
En 2010, le climat de la commune est de type climat océanique dégradé des plaines du Centre et du Nord, selon une étude du Centre national de la recherche scientifique s'appuyant sur une série de données couvrant la période 1971-2000. En 2020, Météo-France publie une typologie des climats de la France métropolitaine dans laquelle la commune est exposée à un climat océanique altéré et est dans la région climatique  Nord-est du bassin Parisien, caractérisée par un ensoleillement médiocre, une pluviométrie moyenne régulièrement répartie au cours de l’année et un hiver froid (3 °C). 
Pour la période 1971-2000, la température annuelle moyenne est de 10 °C, avec une amplitude thermique annuelle de 16,1 °C. Le cumul annuel moyen de précipitations est de 748 mm, avec 11,9 jours de précipitations en janvier et 8,3 jours en juillet. Pour la période 1991-2020, la température moyenne annuelle observée sur la station météorologique de Météo-France la plus proche, « Mailly-civc », sur la commune de Mailly-Champagne à 11 km à vol d'oiseau, est de 11,2 °C et le cumul annuel moyen de précipitations est de 755,5 mm. 
La température maximale relevée sur cette station est de 39,8 °C, atteinte le 25 juillet 2019 ; la température minimale est de −20 °C, atteinte le 16 janvier 1985,,. 
Les paramètres climatiques de la commune ont été estimés pour le milieu du siècle (2041-2070) selon différents scénarios d'émission de gaz à effet de serre à partir des nouvelles projections climatiques de référence DRIAS-2020. Ils sont consultables sur un site dédié publié par Météo-France en novembre 2022.

## Urbanisme

### Typologie
Au 1er janvier 2024, Nogent-l'Abbesse est catégorisée commune rurale à habitat dispersé, selon la nouvelle grille communale de densité à sept niveaux définie par l'Insee en 2022.
Elle est située hors unité urbaine. Par ailleurs la commune fait partie de l'aire d'attraction de Reims, dont elle est une commune de la couronne,. Cette aire, qui regroupe 294 communes, est catégorisée dans les aires de 200 000 à moins de 700 000 habitants,.

### Occupation des sols
L'occupation des sols de la commune, telle qu'elle ressort de la base de données européenne d’occupation biophysique des sols Corine Land Cover (CLC), est marquée par l'importance des territoires agricoles (85,1 % en 2018), une proportion sensiblement équivalente à celle de 1990 (85,6 %). La répartition détaillée en 2018 est la suivante : 
terres arables (64,7 %), cultures permanentes (20,4 %), forêts (11,3 %), zones urbanisées (3,6 %). L'évolution de l’occupation des sols de la commune et de ses infrastructures peut être observée sur les différentes représentations cartographiques du territoire : la carte de Cassini (XVIIIe siècle), la carte d'état-major (1820-1866) et les cartes ou photos aériennes de l'IGN pour la période actuelle (1950 à aujourd'hui).

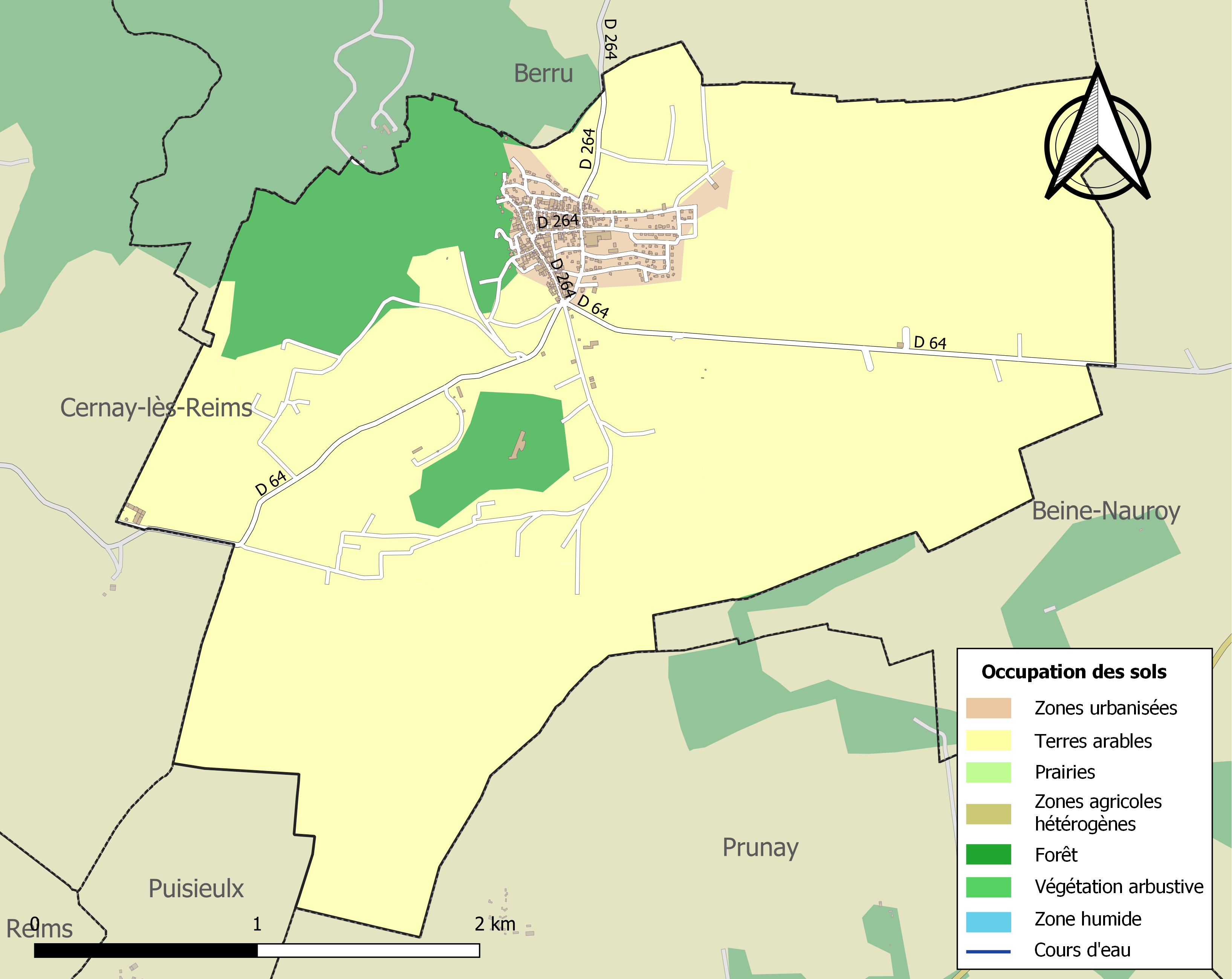
Carte des infrastructures et de l'occupation des sols de la commune en 2018 (CLC).

## Toponymie
Le nom de la localité est attesté sous les formes Nogentum (1289) ; Nogent-l'Abbesse (commencement du XIVe siècle) ; Nogentum Abbatisse (1303-1312) ; Nogent l'Abbeesse (1335) ; Nogent-l'Abbesse (1384).

Nogent: Ce toponyme, comme la plupart des Nogent de France vient de novio-, élément gaulois signifiant "nouveau", et le suffixe *-entum indiquant un village, un habitat ; soit le « nouveau village ».
L'abbesse viendrait de l'installation d'une communauté religieuse de femmes au VIIIe siècle.

## Histoire
Au cours de la Révolution française, la commune porta provisoirement le nom de Mont-Nogent.
Sur le territoire du village a été construit un fort faisant partie du système Séré de Rivières et a longtemps été aux mains des forces allemandes lors de la Première Guerre mondiale. Le village a presque entièrement été rasé lors des bombardements de cette guerre.

## Décorations françaises
Croix de guerre 1914-1918 : 1er octobre 1920.

## Politique et administration

### Intercommunalité
La commune, jusqu'alors membre de la communauté de communes du Mont de Berru destinée à disparaître, a adhéré le 31 décembre 2012 à la communauté de communes de Beine-Bourgogne.
| Période                                  | Période      | Identité    | Étiquette | Qualité                         |
| ---------------------------------------- | ------------ | ----------- | --------- | ------------------------------- |
| Les données manquantes sont à compléter. |              |             |           |                                 |
| 1959                                     | 1989         | Emile Oudin |           |                                 |
| Les données manquantes sont à compléter. |              |             |           |                                 |
| mars 2001                                | 25 mars 2022 | Guy Mouchel |           | Réélu pour le mandat 2014-2020, |

## Démographie
L'évolution du nombre d'habitants est connue à travers les recensements de la population effectués dans la commune depuis 1793. Pour les communes de moins de 10 000 habitants, une enquête de recensement portant sur toute la population est réalisée tous les cinq ans, les populations de référence des années intermédiaires étant quant à elles estimées par interpolation ou extrapolation. Pour la commune, le premier recensement exhaustif entrant dans le cadre du nouveau dispositif a été réalisé en 2006.

En 2022, la commune comptait 540 habitants, en évolution de −0,18 % par rapport à 2016 (Marne : −1,19 %, France hors Mayotte : +2,11 %).
| 1793 | 1800 | 1806 | 1821 | 1831 | 1836 | 1841 | 1846 | 1851 |
| ---- | ---- | ---- | ---- | ---- | ---- | ---- | ---- | ---- |
| 650  | 539  | 553  | 598  | 605  | 594  | 595  | 618  | 633  |

| 1856 | 1861 | 1866 | 1872 | 1876 | 1881 | 1886 | 1891 | 1896 |
| ---- | ---- | ---- | ---- | ---- | ---- | ---- | ---- | ---- |
| 619  | 621  | 621  | 578  | 762  | 619  | 610  | 622  | 629  |

| 1901 | 1906 | 1911 | 1921 | 1926 | 1931 | 1936 | 1946 | 1954 |
| ---- | ---- | ---- | ---- | ---- | ---- | ---- | ---- | ---- |
| 619  | 594  | 581  | 340  | 359  | 345  | 311  | 320  | 363  |

| 1962 | 1968 | 1975 | 1982 | 1990 | 1999 | 2006 | 2011 | 2016 |
| ---- | ---- | ---- | ---- | ---- | ---- | ---- | ---- | ---- |
| 291  | 303  | 386  | 452  | 424  | 445  | 536  | 584  | 541  |

| 2021 | 2022 | - | - | - | - | - | - | - |
| ---- | ---- | - | - | - | - | - | - | - |
| 535  | 540  | - | - | - | - | - | - | - |

## Lieux et monuments

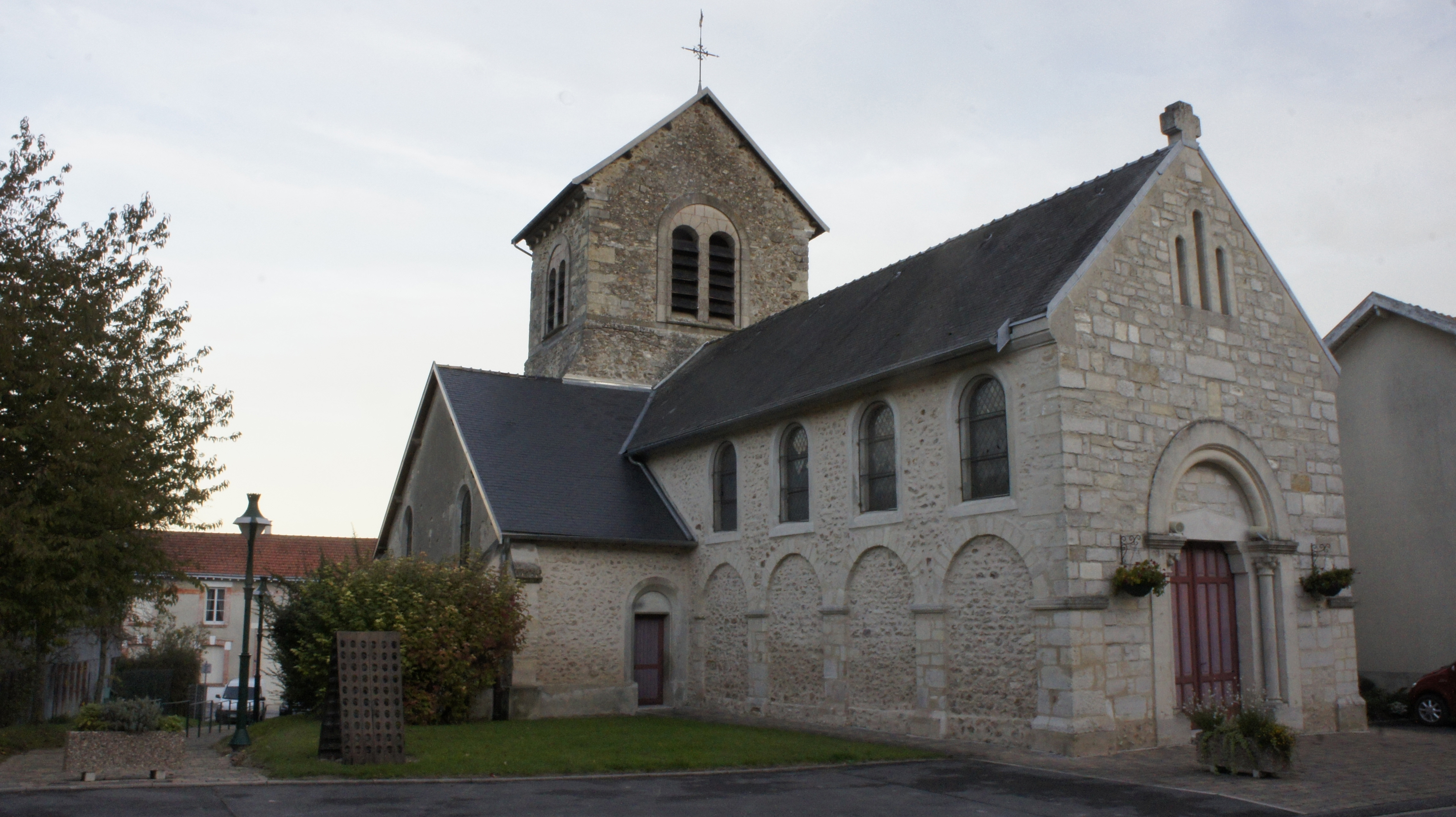

Le village est remarquable de par la somme des points de vue possible au sud vers Reims et sur la Vesle jusqu'à la Montagne de Reims, vers l'est et le Mont Cornillet et au nord vers l'Aisne et les Ardennes. Une église et un pressoir dans le village.